# Carlinhos Bala
José Carlos da Silva, meglio noto come Carlinhos Bala (Recife, 17 settembre 1979), è un ex calciatore brasiliano, di ruolo attaccante.

## Palmarès

### Club

#### Competizioni statali
- Campionato Pernambucano: 4

Santa Cruz: 2005, 2012
Sport: 2007, 2008

#### Competizioni nazionali
- Coppa del Brasile: 1

Sport: 2008